# Практика (телесеріал)
«Практика» (англ. The Practice) — американська судова драма, створена Девідом Е. Келлі; прем'єра восьми сезонів відбулася на телеканалі ABC 4 березня 1997 — 16 травня 2004 року. Сюжет заснований на подіях навколо справ юридичної контори Бостона.
Стартувавши як заміна в середині сезону, телешоу порівняно швидко закріпилося в телевізійних рейтингах, досягнувши найбільшої популярності в четвертому і п'ятому сезонах. Серіал сподобався критикам і здобув десятки телевізійних нагород. Популярність серіалу спонукала до запуску спін-офу під назвою «Юристи Бостона», який виходив протягом п'яти сезонів, з 2004 по 2008 рік. В Україні серіал показ проходив на телеканалі 1+1 в 2009 році.

Список епізодів
| Сезони | Сезони | Епізоди | Прем'єрний показ | Прем'єрний показ | Рейтинг Нільсена | Рейтинг Нільсена |
| Сезони | Сезони | Епізоди | Початок          | Завершення       | Ранг             | Глядачі, млн     |
| ------ | ------ | ------- | ---------------- | ---------------- | ---------------- | ---------------- |
|        | 1      | 6       | 4 березня 1997   | 8 квітня 1997    | 43               | 9,2              |
|        | 2      | 28      | 20 вересня 1997  | 11 травня 1998   | 82               | 10,0             |
|        | 3      | 23      | 27 вересня 1998  | 9 травня 1999    | 34               | 12,7             |
|        | 4      | 22      | 26 вересня 1999  | 21 травня 2000   | 8                | 17,9             |
|        | 5      | 22      | 8 жовтня 2000    | 13 травня 2001   | 9                | 18,3             |
|        | 6      | 23      | 23 вересня 2001  | 19 травня 2002   | 26               | 12,9             |
|        | 7      | 22      | 29 вересня 2002  | 5 травня 2003    | 55               | 9,8              |
|        | 8      | 22      | 28 вересня 2003  | 16 травня 2004   | 63               | 9,1              |

## Актори та персонажі
| Актор             | Персонаж                | Посада                       | Тип ролі в сезонах | Тип ролі в сезонах | Тип ролі в сезонах | Тип ролі в сезонах | Тип ролі в сезонах | Тип ролі в сезонах | Тип ролі в сезонах | Тип ролі в сезонах |
| Актор             | Персонаж                | Посада                       | 1                  | 2                  | 3                  | 4                  | 5                  | 6                  | 7                  | 8                  |
| ----------------- | ----------------------- | ---------------------------- | ------------------ | ------------------ | ------------------ | ------------------ | ------------------ | ------------------ | ------------------ | ------------------ |
| Ділан Макдермотт  | Боббі (Роберт) Доннелл  | адвокат, засновник фірми     | регулярна          | регулярна          | регулярна          | регулярна          | регулярна          | регулярна          | регулярна          | гостьова           |
| Ліза Гей Гемілтон | Ребекка Вашингтон       | адвокат, колишня секретарка  | регулярна          | регулярна          | регулярна          | регулярна          | регулярна          | регулярна          | регулярна          |                    |
| Стів Гарріс       | Юджин Янг               | адвокат                      | регулярна          | регулярна          | регулярна          | регулярна          | регулярна          | регулярна          | регулярна          | регулярна          |
| Кемрін Мангейм    | Еллінор Фрутт           | адвокат                      | регулярна          | регулярна          | регулярна          | регулярна          | регулярна          | регулярна          | регулярна          | регулярна          |
| Келлі Вільямс     | Ліндсі Доул             | адвокат                      | регулярна          | регулярна          | регулярна          | регулярна          | регулярна          | регулярна          | регулярна          |                    |
| Майкл Бадалукко   | Джиммі (Джеймс) Берлуті | адвокат                      | регулярна          | регулярна          | регулярна          | регулярна          | регулярна          | регулярна          | регулярна          | регулярна          |
| Лара Флін Бойл    | Гелен Гембл             | помічник окружного прокурора |                    | регулярна          | регулярна          | регулярна          | регулярна          | регулярна          | регулярна          |                    |
| Марла Соколофф    | Люсі Гетчер             | секретарка                   |                    |                    | регулярна          | регулярна          | регулярна          | регулярна          | регулярна          | гостьова           |
| Джейсон Кравіц    | Річард Бей              | помічник окружного прокурора |                    |                    |                    | періодична         | регулярна          |                    |                    |                    |
| Рон Лівінгстон    | Алан Лау                | помічник окружного прокурора |                    |                    |                    |                    |                    | регулярна          |                    |                    |
| Джессіка Кепшоу   | Джеймі Стрінгер         | адвокат                      |                    |                    |                    |                    |                    |                    | регулярна          | регулярна          |
| Кайлер Лі         | Клер Вайетт             | адвокат                      |                    |                    |                    |                    |                    |                    | регулярна          |                    |
| Рона Мітра        | Тара Вілсон             | адвокат                      |                    |                    |                    |                    |                    |                    |                    | регулярна          |
| Джеймс Спейдер    | Алан Шор                | адвокат                      |                    |                    |                    |                    |                    |                    |                    | регулярна          |